# František Josef Pubička
František Josef Pubička, né le 19 aout 1722 à Chomutov (Tchéquie) et décédé le 5 juin 1807 à Prague est un prêtre jésuite tchèque, professeur et historien. Il est l'auteur d'une histoire monumentale de la Bohème.

## Biographie
Né le 19 aout 1722 à Chomutov, alors en Bohême, il entra dans la Compagnie de Jésus le 9 octobre 1739 et fit son noviciat à Brno. Sa formation spirituelle et académique terminée il fut ordonné prêtre en 1751 à Prague. Durant une vingtaine d'années il fut chargé successivement d’enseigner la philosophie, la grammaire, la poésie, le grec, l’éloquence et l’histoire nationale. Excellent pédagogue il fut même chargé de la formation des jeunes jésuites se préparant à l'enseignement.
Cependant le père Pubicka est mieux connu comme historien. À partir de 1767 il se tourna vers la recherche historique. Héritant d'une collection de manuscrits et documents appartenant à son collègue Bohuslav Balbín il se lança dans l'investigation historique et commença, à partir de 1770, à publier (en allemand) une monumentale histoire de Bohème. Dix volumes sortirent de presse entre 1770 et 1801. Il signa les derniers volumes comme 'prêtre séculier' la Compagnie de Jésus ayant été supprimée en 1773. Il professait alors l’histoire au collège Saint-Clément de Prague.
Les Jésuites devant quitter le collège lors de la dissolution de la Compagnie de Jésus il devint bibliothécaire à Klatovy. Le reste de sa vie fut partagé entre l’enseignement et les recherches historiques. Le père František Pubička mourut, le 5 juin 1807, à l’âge de 85 ans.

## Écrits

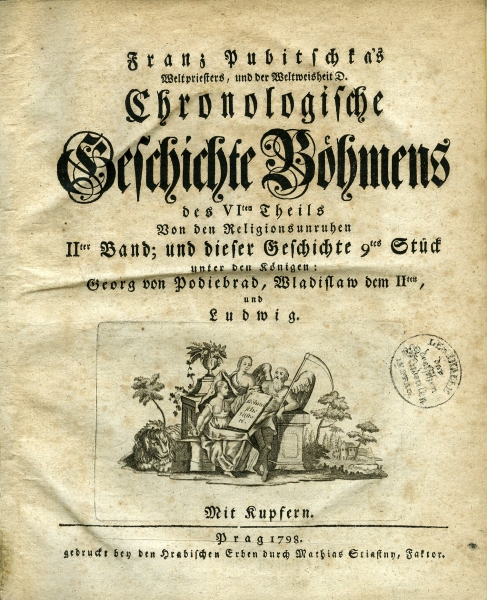
František Josef Pubička, Chronologische geschichte Böhmens, Prague, 1798

- Series chronologica rerum Slavo-Bohemicarum, ab ipso inde Slavorum in Bohemiam adventu usque ad baptismum Borsivoi (en 894), ad nostra usque tempora, Prague, 1758 ; 2e édit., augm., Vienne, 1768-1769, in-4° ;
- Histoire chronologique de la Bohême (en allemand), Prague, 1770 et ann. suiv., 6 vol. in-4°. On annonçait, en 1807, que l’auteur s’occupait de continuer cet ouvrage[1], mais sa mort fit évanouir cette espérance.
- De antiquissimis sedibus Slavorum, Leipzig, 1771, in-4°. Cette dissertation, ainsi que la suivante, fut couronnée par la société littéraire fondée par le prince Jabłonowski.
- Dissertatio de Venedis et Enetis, Olmutz, 1772, in-8° ; Leipzig, 1773, in-4°. Les Vénètes et les Wendes étaient des peuples de la Sarmatie, pays qui comprenait la partie orientale de la Pologne et une portion de la Russie d’Europe.

## Sources
- « Pubitska (François) », dans Louis-Gabriel Michaud, Biographie universelle ancienne et moderne : histoire par ordre alphabétique de la vie publique et privée de tous les hommes avec la collaboration de plus de 300 savants et littérateurs français ou étrangers, 2e édition, 1843-1865 [détail de l’édition]